# Youssouph Badji
Youssouph Badji (20 december 2001) is een Senegalees voetballer die doorgaans als aanvaller speelt. In september 2024 verliet hij Charleroi voor AGF. Badji maakte in 2019 zijn debuut in het Senegalees voetbalelftal.

## Clubcarrière
Badji speelde in zijn thuisland bij Casa Sports. Op 3 januari 2020 ondertekende hij een contract bij Club Brugge tot juni 2024, wat van hem na Michael Krmenčík de tweede winteraanwinst maakte. Badji was eerder dat jaar al actief geweest bij de Brugse beloften, maar hij mocht pas op zijn achttiende verjaardag een profcontract ondertekenen.
Op 1 augustus 2020 maakte Badji zijn officiële debuut in het eerste elftal van Club Brugge. In de bekerfinale tegen Antwerp FC mocht hij in de 52e minuut invallen voor David Okereke. Een week later kreeg hij op de eerste speeldag van het seizoen 2020/21 een basisplaats tegen Sporting Charleroi. De rappe spits scoorde zijn eerste goal voor Club Brugge op 16 augustus 2020 tegen KAS Eupen (0-4). Op 6 juli 2023 kondigde Charleroi aan dat ze Badji definitief hadden aangetrokken.
Hij kon zich nooit echt als vaste waarde voor Charleroi maken, dus tekende hij op 2 september 2024 een contract voor vijf seizoenen bij het Deense AGF. Badji kreeg een basisplaats van Uwe Rösler in zijn eerste wedstrijd voor AGF op 16 februari tegen Sønderjyske. Hij was meteen bepalend, gaf twee assists en AGF won uiteindelijk met 1-4. Badji scoorde zijn eerste goal voor AGF op 16 maart 2025 in een 3-2 nederlaag tegen Vejle BK.

## Clubstatistieken
| Seizoen | Club                 | Land                | Competitie         | Competitie | Competitie | Beker | Beker | Internationaal | Internationaal | Totaal | Totaal |
| Seizoen | Club                 | Land                | Competitie         | Wed.       | Dlp.       | Wed.  | Dlp.  | Wed.           | Dlp.           | Wed.   | Dlp.   |
| ------- | -------------------- | ------------------- | ------------------ | ---------- | ---------- | ----- | ----- | -------------- | -------------- | ------ | ------ |
| 2019    | Casa Sports          | Vlag van Senegal    | Ligue 1            | 22         | 3          | 4     | 2     | —              | —              | 26     | 5      |
| 2019/20 | Club Brugge          | Vlag van België     | Jupiler Pro League | 0          | 0          | 1     | 0     | 0              | 0              | 1      | 0      |
| 2020/21 | Club Brugge          | Vlag van België     | Jupiler Pro League | 25         | 4          | 2     | 3     | 4              | 0              | 28     | 7      |
| 2020/21 | Club NXT             | Vlag van België     | Eerste klasse B    | 2          | 1          | 0     | 0     | 0              | 0              | 2      | 1      |
| 2021/22 | Club Brugge          | Vlag van België     | Eerste klasse A    | 0          | 0          | 0     | 0     | 0              | 0              | 0      | 0      |
| 2021/22 | → Stade Brestois     | Vlag van Frankrijk  | Ligue 1            | 9          | 0          | 2     | 0     | —              | —              | 11     | 0      |
| 2021/22 | → Stade Brestois B   | Vlag van Frankrijk  | /                  | 1          | 0          | —     | —     | —              | —              | 1      | 0      |
| 2021/22 | → Sporting Charleroi | Vlag van België     | Eerste klasse A    | 11         | 0          | 0     | 0     | —              | —              | 11     | 0      |
| 2022/23 | → Sporting Charleroi | Vlag van België     | Eerste klasse A    | 27         | 5          | 0     | 0     | —              | —              | 27     | 5      |
| 2023/24 | Sporting Charleroi   | Vlag van België     | Eerste klasse A    | 26         | 5          | 1     | 0     | —              | —              | 27     | 5      |
| 2024/25 | Sporting Charleroi   | Vlag van België     | Eerste klasse A    | 5          | 1          | 0     | 0     | —              | —              | 5      | 1      |
| 2024/25 | AGF                  | Vlag van Denemarken | Superligaen        | 15         | 1          | 4     | 2     | —              | —              | 19     | 3      |
| Totaal  | Totaal               | Totaal              | Totaal             | 139        | 20         | 14    | 7     | 4              | 0              | 157    | 27     |

Bijgewerkt op 28 april 2025.

## Erelijst
| Landskampioen België | 1x | 2020/21 |
| Belgische Supercup   | 1x | 2021    |

2 Romero ·
4 Ordóñez ·
8 Tzolis ·
9 Jutglà ·
10 Vetlesen ·
14 Meijer ·
15 Onyedika ·
16 Van den Heuvel ·
17 Vermant ·
19 Nilsson ·
20 Vanaken  · 
21 Skóraś ·
22 Mignolet ·
24 Osuji ·
27 Nielsen ·
29 Jackers ·
30 Jashari ·
41 Siquet ·
44 Mechele ·
55 De Cuyper ·
58 Spileers ·
62 Audoor ·
64 Sabbe ·
65 Seys ·
66 Yameogo ·
67 Et Taïbi ·
68 Talbi ·
71 De Corte ·
81 Vanden Driessche ·
84 Campbell ·
87 Furo ·
Coach: Hayen
Assistent-coach: Jonckheere